# Karl Peix

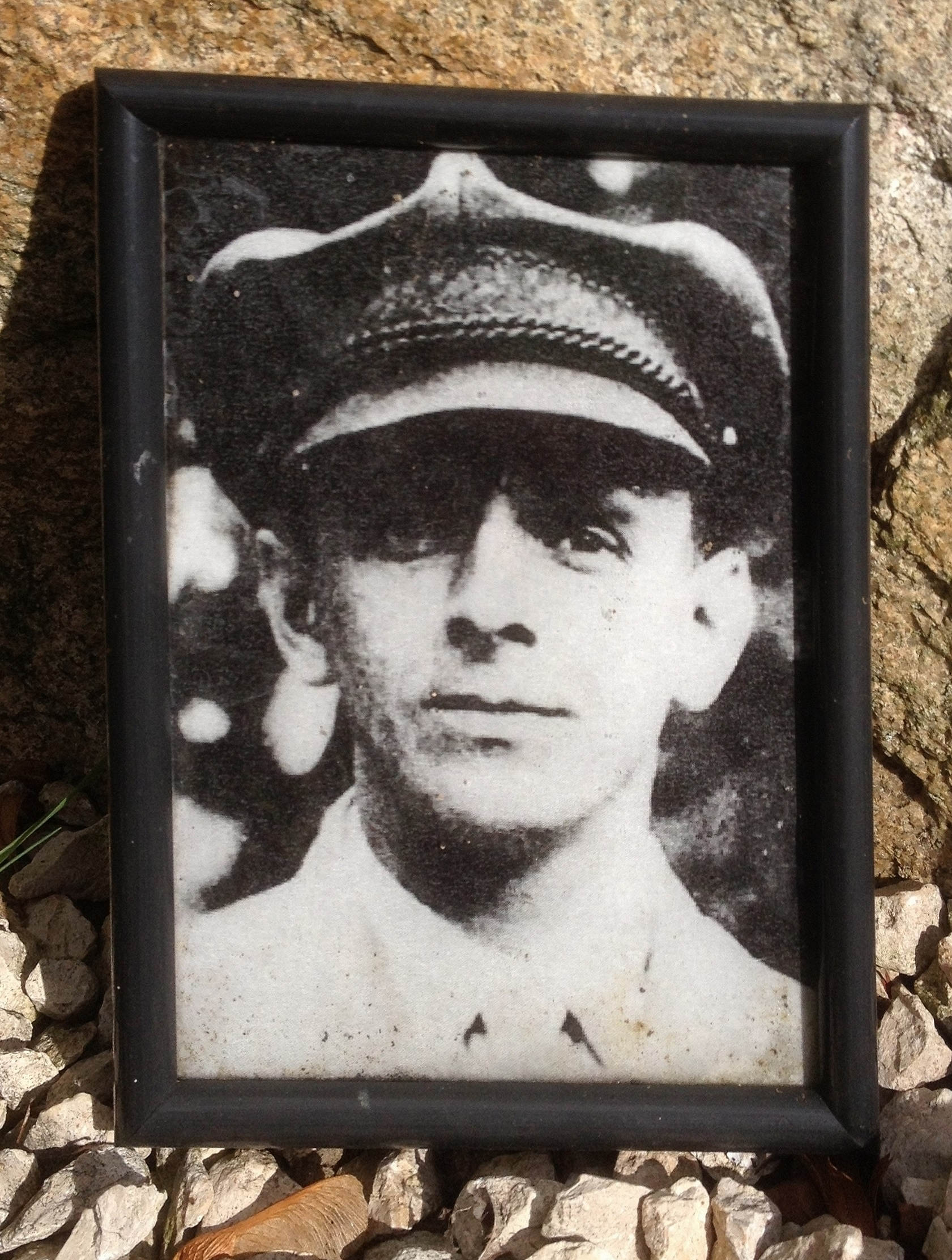
Karl Peix, Foto am Gedenkstein für das Außenkommando Goslar des KZ Buchenwald

Karl Peix (* 27. März 1899 in Herzberg am Harz; † 6. November 1941 in Goslar) war ein deutscher Politiker (KPD) und NS-Opfer.

## Leben
Peix absolvierte nach dem Ende seiner Schullaufbahn eine Lehre zum Pinselmacher. Am Ersten Weltkrieg nahm Peix als Soldat teil. Nach Kriegsende war er ab Dezember 1919 als Aufträger im Emaillierwerk der Lauterberger MIAG tätig. Dort engagierte er sich für die Arbeitnehmerbelange und wurde deswegen gekündigt. Bei der USPD wurde er 1920 Mitglied und wechselte 1921 zur KPD nach Bad Lauterberg im Harz, zu deren Mitbegründern er gehörte. Peix wurde 1928 Vorsitzender der KPD im Unterbezirk Lauterberg. Des Weiteren gehörte er dem Stadtrat von Bad Lauterberg an und erhielt Abgeordnetenmandate im Kreistag Osterode und im Provinziallandtag Hannover. Peix war auch an einer Straßenschlacht mit SA-Angehörigen beteiligt. Nach einem von SA-Angehörigen angestrengten Gerichtsverfahren gegen Peix wegen Landfriedensbruchs wurde dieser zwar freigesprochen, dennoch wurden auf sein Haus und seine Person mehrmals Anschläge durch Nationalsozialisten verübt.
Nach der Machtübertragung an die NSDAP 1933 und der Zerschlagung der KPD setzte Peix seine politischen sowie antifaschistischen Aktivitäten illegal fort und nahm noch zweimal als Redner an Parteiveranstaltungen der KPD in der Harzregion teil. Peix wurde im Oktober 1933 in Hannover verhaftet, er führte umfangreiche, illegale KPD-Schriften mit sich.
Peix wurde nach Gefängnisaufenthalten 1937 schließlich ins KZ Buchenwald überstellt, wo er als Sanitäter im Krankenrevier eingesetzt wurde. Im April 1939 wurde er stellvertretender Häftlingspfleger unter Walter Krämer, den er bereits seit 1932 kannte. Im Krankenrevier versorgten sie entgegen der ausdrücklichen Anordnung der SS auch sowjetische Häftlinge, die als Kriegsgefangene ins Lager eingeliefert worden waren. Krämer und Peix gründeten gemeinsam mit Paul Grünewald eine Widerstandsgruppe im Krankenrevier und beteiligten sich auch weiterhin am Lagerwiderstand. Im Herbst 1941 wurden Krämer und Peix auf Weisung des Lagerkommandanten Karl Otto Koch ins Außenkommando Goslar verlegt, wo beide am 6. November 1941 kurz hintereinander unter aktiver Mithilfe des SS-Hauptscharführers Johann Blank erschossen wurden. Ihre Leichname wurden am 8. November 1941 im Buchenwalder Krematorium verbrannt. Hintergrund für die Ermordung von Peix und Krämer könnte deren Wissen um eine Syphilisbehandlung Kochs sein, die jener durch die beiden Häftlinge im Geheimen vornehmen ließ oder auch die Beteiligung von Peix und Krämer am Lagerwiderstand.

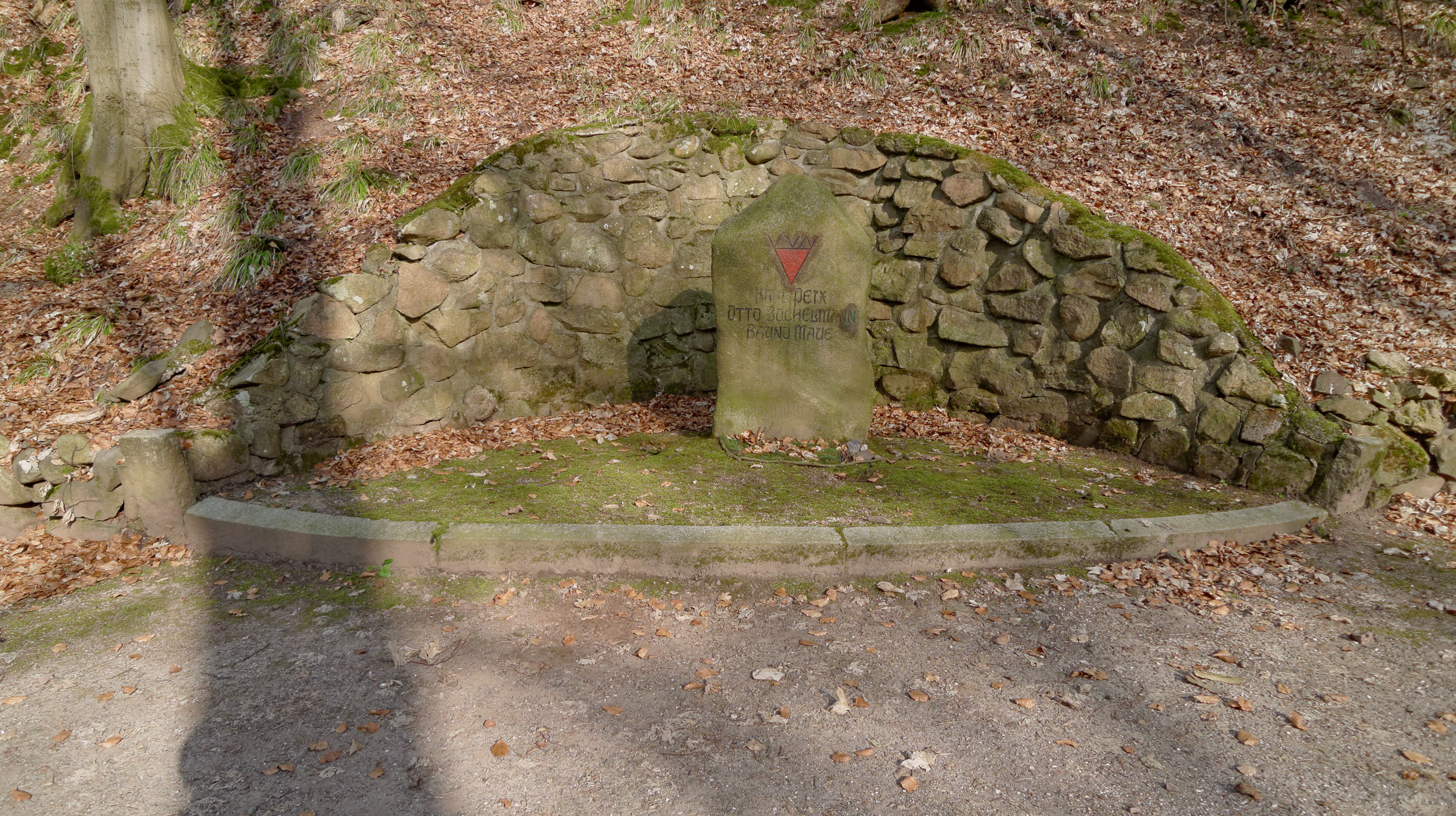
Denkmal in Bad Lauterberg

Peix’ Ehefrau Marie, die er 1919 kennengelernt hatte und die auch KPD-Mitglied war, überlebte die Inhaftierung im Konzentrationslager. In Bad Lauterberg erinnert am Felsenkeller seit dem 11. September 1949 ein durch die VVN errichteter Gedenkstein an die Kommunisten und NS-Opfer Karl Peix, Otto Bockelmann und Bruno Maue. Peix’ Urne ist auf dem Waldfriedhof Bad Lauterberg beigesetzt.